# Jonas Jonasson
Pour les articles homonymes, voir Jonasson.
Jonas Jonasson, né le 6 juillet 1961 à Växjö, est un écrivain et journaliste suédois.
Son premier roman Le Vieux qui ne voulait pas fêter son anniversaire a été vendu à plus de 700 000 exemplaires en Suède.

## Biographie
Fils d'un ambulancier et d'une infirmière, Jonasson est né et a grandi à Växjö dans le sud de la Suède. Après des études de suédois et d'espagnol à l'université de Göteborg, Jonasson a travaillé comme journaliste pour le quotidien de Växjö Smålandsposten et pour le tabloïd suédois Expressen jusqu'en 1994. En 1996, il crée une société de médias, OTW, qui a compté jusqu'à cent employés. Il arrête de travailler en 2003 après deux grosses opérations du dos et du surmenage. Peu après, il vend sa société .
En 2007, il achève son premier roman, Le Vieux qui ne voulait pas fêter son anniversaire. Il est publié en Suède en 2009 ,,. Depuis 2010, Jonas Jonasson vit avec son fils sur l'île suédoise de Gotland ,.

## Romans
- Le Vieux qui ne voulait pas fêter son anniversaire : roman [« Hundraåringen som klev ut genom fönstret och försvann »]  (trad. du suédois par Caroline Berg), Paris, Presses de la Cité, 2011, 468 p. (ISBN 978-2-258-08644-9, OCLC 717313167)
- L'Analphabète qui savait compter : roman [« Analfabeten som kunde räkna »]  (trad. du suédois par Carine Bruy), Paris, Presses de la Cité, 17 octobre 2013, 475 p. (ISBN 978-2-258-09706-3)
- L'Assassin qui rêvait d'une place au paradis : roman [« Mördar-Anders och hans vänner (samt en och annan ovän) »]  (trad. du suédois par Laurence Mennerich), Paris, Presses de la Cité, 18 février 2016, 480 p. (ISBN 978-2-258-13353-2)
- Le Vieux qui voulait sauver le monde : roman [« Hundraåringen som fyllde hundraett och försvann »]  (trad. du suédois par Laurence Mennerich), Paris, Presses de la Cité, 11 octobre 2018, 504 p. (ISBN 978-2-258-15345-5)
- Douce, douce vengeance : roman [« Hämnden är ljuv AB »]  (trad. du suédois par Laurence Mennerich), Paris, Presses de la Cité, 7 octobre 2021, 456 p. (ISBN 978-2258193475)
- Dernier gueuleton avant la fin du monde : roman [« Profeten och idioten »]  (trad. du suédois par Laurence Mennerich), Paris, Presses de la Cité, 5 octobre 2023, 528 p. (ISBN 978-2258205178)

## Distinctions
- 2012 : Prix Escapades
- 2011 : Danish Audiobook Award
- 2011 : Prix allemand Pioneer (M-Pionier Preis) par Mayersche Buchhandlung
- 2010 : Swedish Booksellers Award